# Stingray (série télévisée, 1986)
Pour les articles homonymes, voir Stingray.
Stingray est une série télévisée américaine créée par Stephen J. Cannell composée d'un téléfilm de 90 minutes diffusé le 14 juillet 1985, suivi de 23 épisodes de 50 minutes diffusés entre le 11 mars 1986 et le 8 mai 1987 sur le réseau NBC.
En France, la série a été diffusée à partir du 9 septembre 1989 sur TF1 dans le cadre de l'émission La Une est à vous. Elle reste inédite dans les autres pays francophones.

## Synopsis
Un inconnu se faisant appeler « Ray » et conduisant une corvette Stingray aide les personnes en détresse qui font appel à lui. En échange de ce service, plus tard, un jour ou l'autre, Ray viendra les trouver afin de leur demander, à leur tour de lui rendre un service.

## Accroche du générique
Identité : Inconnue

Activité : Inconnue

## Distribution
- Nick Mancuso (VF : Jacques Frantz) : Ray

## Invités célèbres
- Barbara Williams (Ginny Mitchell)
- Kathleen Lloyd (Candice)
- Rachel Ticotin (Elena Ballesteros)
- Robert Vaughn (Le tueur sans nom)
- Ray Wise (Docteur John Whitaker)
- Rosalind Chao (Colette Tran)
- Jeff Conaway (Ty Gardner)
- Samantha Eggar (Camilla Rousseau)
- Doug Savant (Commandant Thomas O'Conner)
- Marcia Strassman (Sondra Decker)
- Steven Williams (Tommy Miller)
- Kabir Bedi (Dousseau)
- Shannon Tweed (Harmony Masters)
- Tom Atkins (Donald Dixon)
- James Hong (L'homme avec la barbiche)
- Lori Petty (Lisa Perlman)
- Kurtwood Smith (Sergent Edward Fiddler)
- Dennis Christopher (Joshua Williams)
- Gregg Henry (Wyatt Wilson)
- Patricia Wettig (Annie Murray)
- John Amos (Roy Jeffries)
- Karim Abdul-Jabbar (Lui-même)
- David Hemmings (rôle sans nom)
- Mark-Paul Gosselaar (Eric Murray)
- Susan Blakely (Evelyn Decter)
- Felton Perry (Floyd Wilson)

 Source et légende : version française (VF) sur RS Doublage

## Épisodes

### Première saison (1985-1986)
1. Stingray (Stingray) (90 minutes)
2. Mission derrière le rideau de pavots (Ancient Eyes)
3. Anesthésie générale (Ether)
4. L'Homme de cœur (Below the Line)
5. Renseignements généraux (Sometimes You Gotta Sing the Blues)
6. Tueur sans gage (Abnormal Psyche)
7. La Dernière Folie de Stingray (Orange Blossom)
8. Vol à l'OMS (Less Than The Eye Can See)
9. Le Sauveur (That Terrible Swift Sword)

### Deuxième saison (1987)
1. Remède mortel (The Greeter)
2. Photo Montage (Gemini)
3. Mascarade (Playback)
4. Requiem pour un costaud (Bring Me the Hand That Hit Me)
5. Un admirateur fanatique (Echoes)
6. Le Scoop de l'année (The First Time is Forever)
7. Thé à l'arsenic (Autumn)
8. Légende indienne (The Neniwa)
9. L'Homme le plus gentil du monde (The Second Finest Man Who Ever Lived)
10. Manœuvres de nuit (Night Maneuvers)
11. Une star entre dans la légende (Cry Wolf)
12. Le Prix du sang (Blood Money)
13. Toujours partant, toujours prêt (Anytime, Anywhere)
14. Cap sur Kaliko (Caper)
15. Un aller pour l'enfer (One Way Ticket to the End of the Line)

## Récompense
- Primetime Emmy Awards 1987 : Meilleure création graphique de générique pour Betty Green[2].

## DVD
- L'intégralité des épisodes est sortie en Zone 1 en coffret 5 DVD le 18 juin 2011 chez Mill Creek Entertainment sans suppléments et uniquement en version originale[3].